# آلبرت بتانیه

نقطه سیاه - یکی از مشهورترین نقاشی‌های بتانیه. این تابلو تصویری از کودکی را نشان می‌دهد که در مورد استان "گمشده" آلزاس-لورن پس از جنگ فرانسه و پروس مطالبی آموخته‌است. از دست دادن استان یک موضوع مکرر تکرار شده در کار او است.

نیکلا آلبر بتانیه (به فرانسوی: Nicolas Albert Bettannier) (تولد: ۱۲ اوت ۱۸۵۱ - مرگ: ۱۷ نوامبر ۱۹۳۲)، معمولاً با نام آلبرت بتانیه، یک نقاش فرانسوی در دوره جمهوری سوم فرانسه بود.

## زندگی
بتانیه در سال ۱۸۵۱ در مس متولد شد و فرزند ژان بتانیه و ماری بلات بود. وی در بخش موزل تحصیل کرد. در پی شکست فرانسه در جنگ فرانسه و پروس در سال ۱۸۷۱ که منجر به واگذاری منطقه زادگاه او آلزاس-لورن به آلمان شد، وی تصمیم گرفت ملیت فرانسوی خود را حفظ کند و به پاریس نقل مکان کرد. وی در فرهنگستان هنرهای زیبای فرانسه ثبت نام کرد و در آنجا دوره‌هایی را که هنری لمان و ایسیدور پیلس گذرانده بود دنبال کرد. از سال ۱۸۸۱ به بعد، وی در سالن (پاریس) به شهرت زیادی دست یافت، جایی که او اغلب نقاشی‌هایی را نشان می‌داد که از دست دادن الزاس-لورین به آلمان را نشان می‌داد. او از طرفداران سرسخت انتقام‌گرایی فرانسه بود. از دست دادن آلزاس-لورن یک موضوع تکراری در کارهای او بود.

## آثار
- La Tache noire (نقطه سیاه), موزه تاریخی آلمان، برلین، ۱۸۸۷
- ناامیدی، موزه ارمیتاژ، سن پترزبورگ، ۱۸۹۳
- فتح لورن، ۱۹۱۰
- پرنده فرانسه، ۱۹۱۲

## نگارخانه

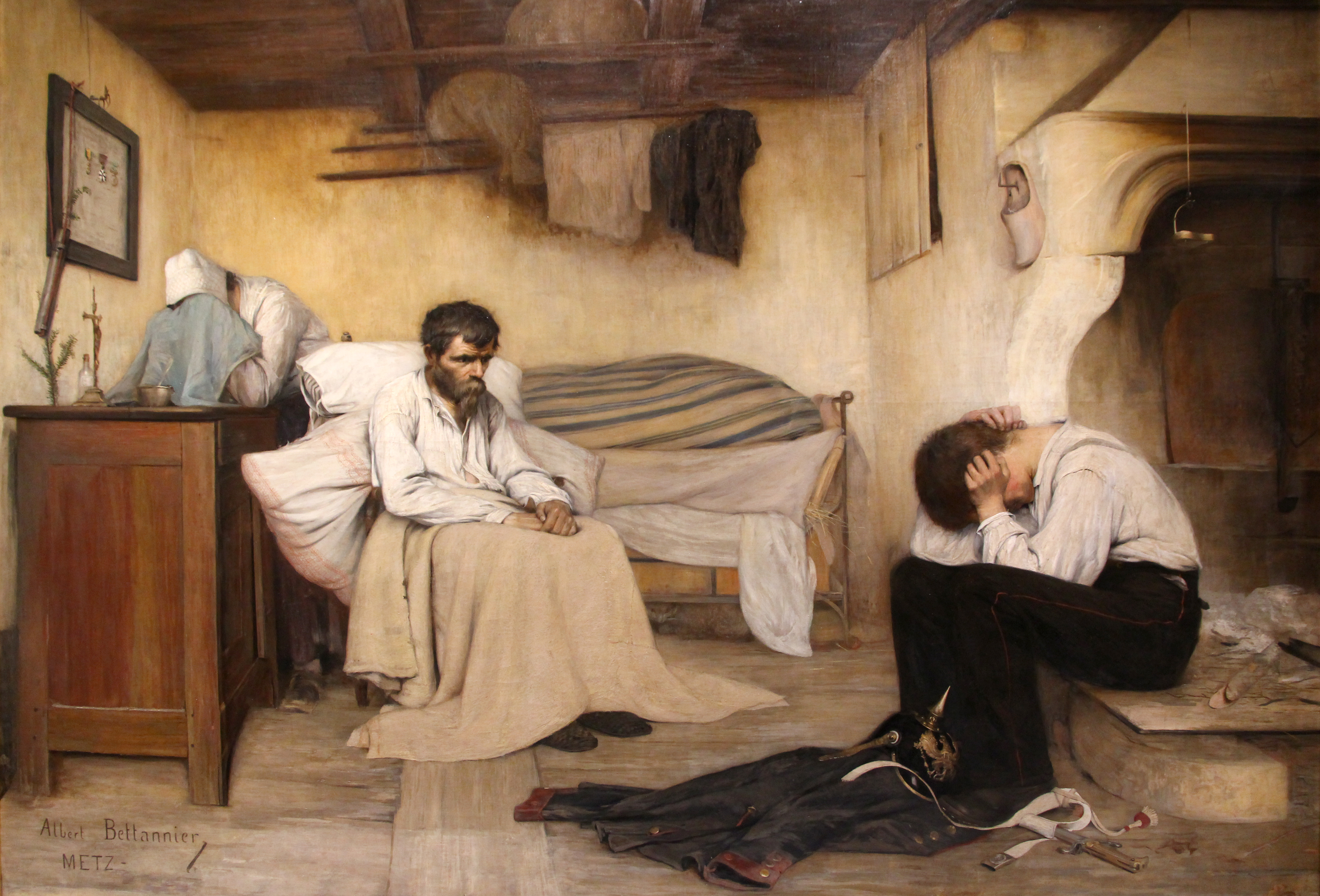
"یاس" یا "الحاق شده در لورن"، ۱۸۸۳
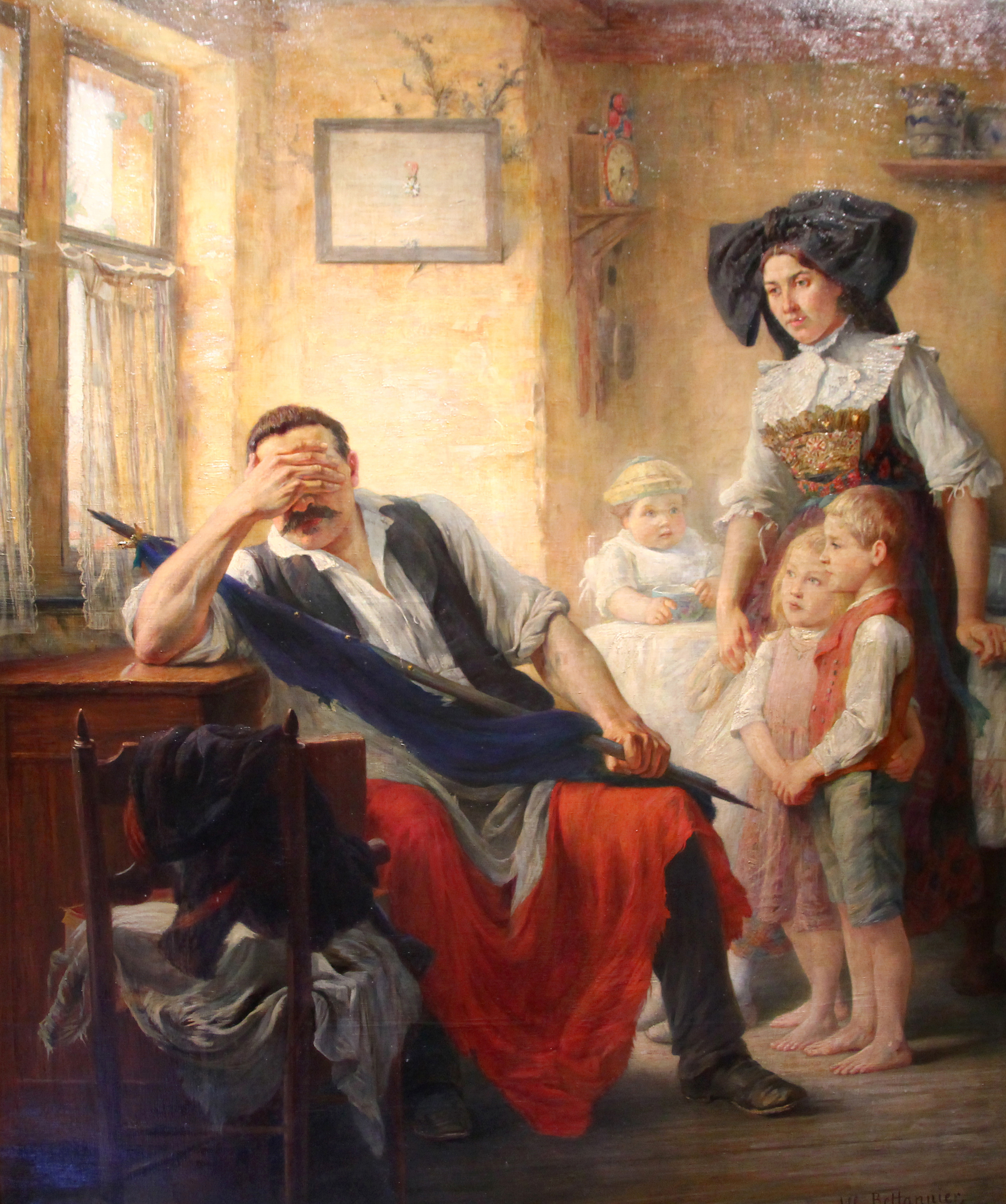
الحاق شده در آلزاس، ۱۹۱۱
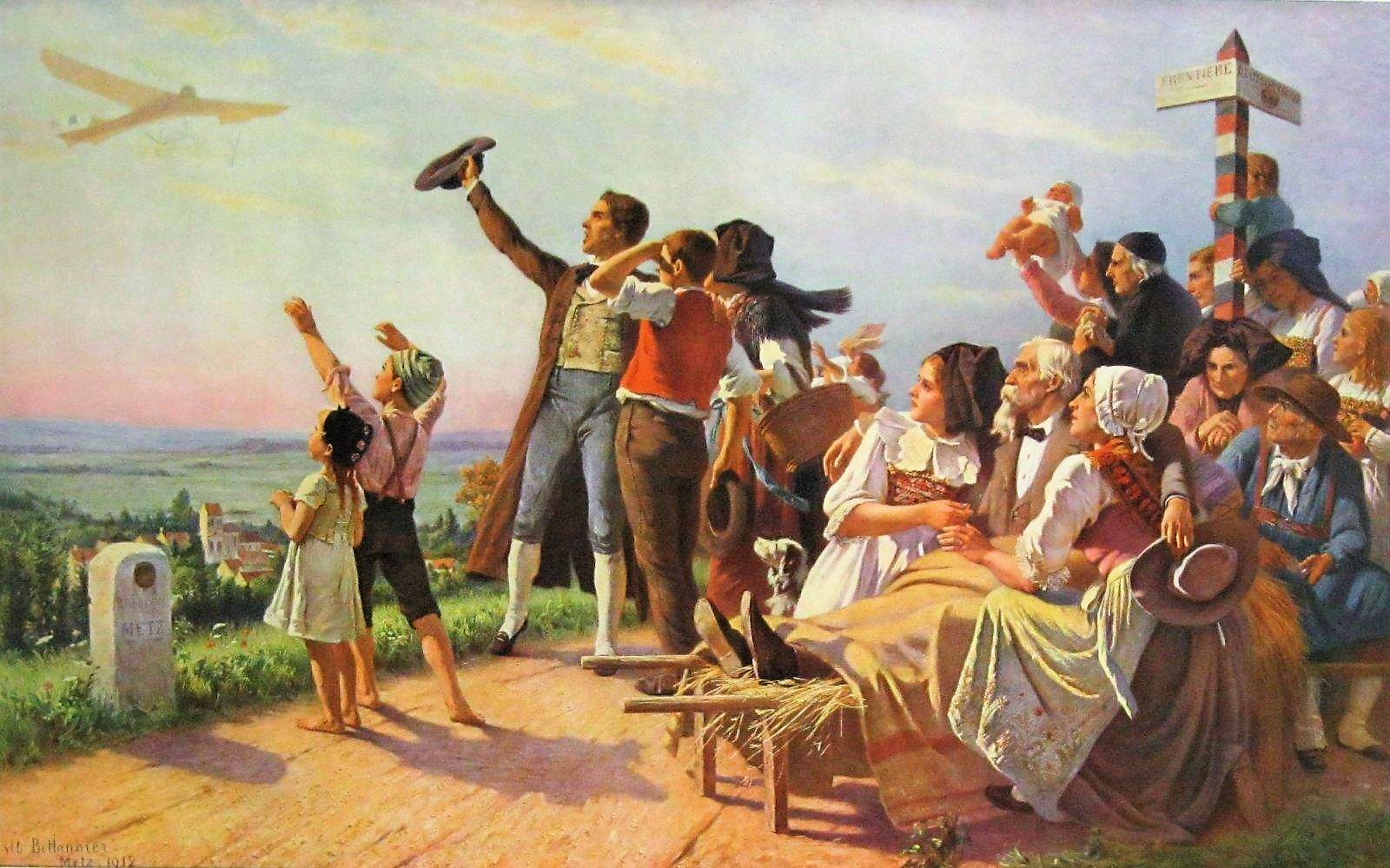
پرنده فرانسه, ۱۹۱۲
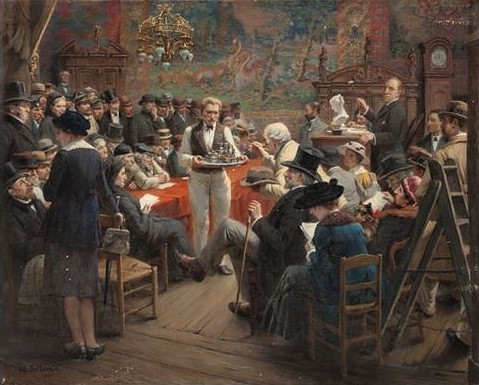
حراج در هتل درووت, ۱۹۲۱